# Gerald Reitlinger
Gerald Reitlinger, född 2 mars 1900 i London, död 8 mars 1978 i Saint Leonards-on-Sea i Sussex, var en brittisk konsthistoriker. Efter andra världskriget började han forska om Förintelsen. Han skrev bland annat The Final Solution, som blev ett av standardverken om det tyska folkmordet på judar under andra världskriget.